# Chiêu dung

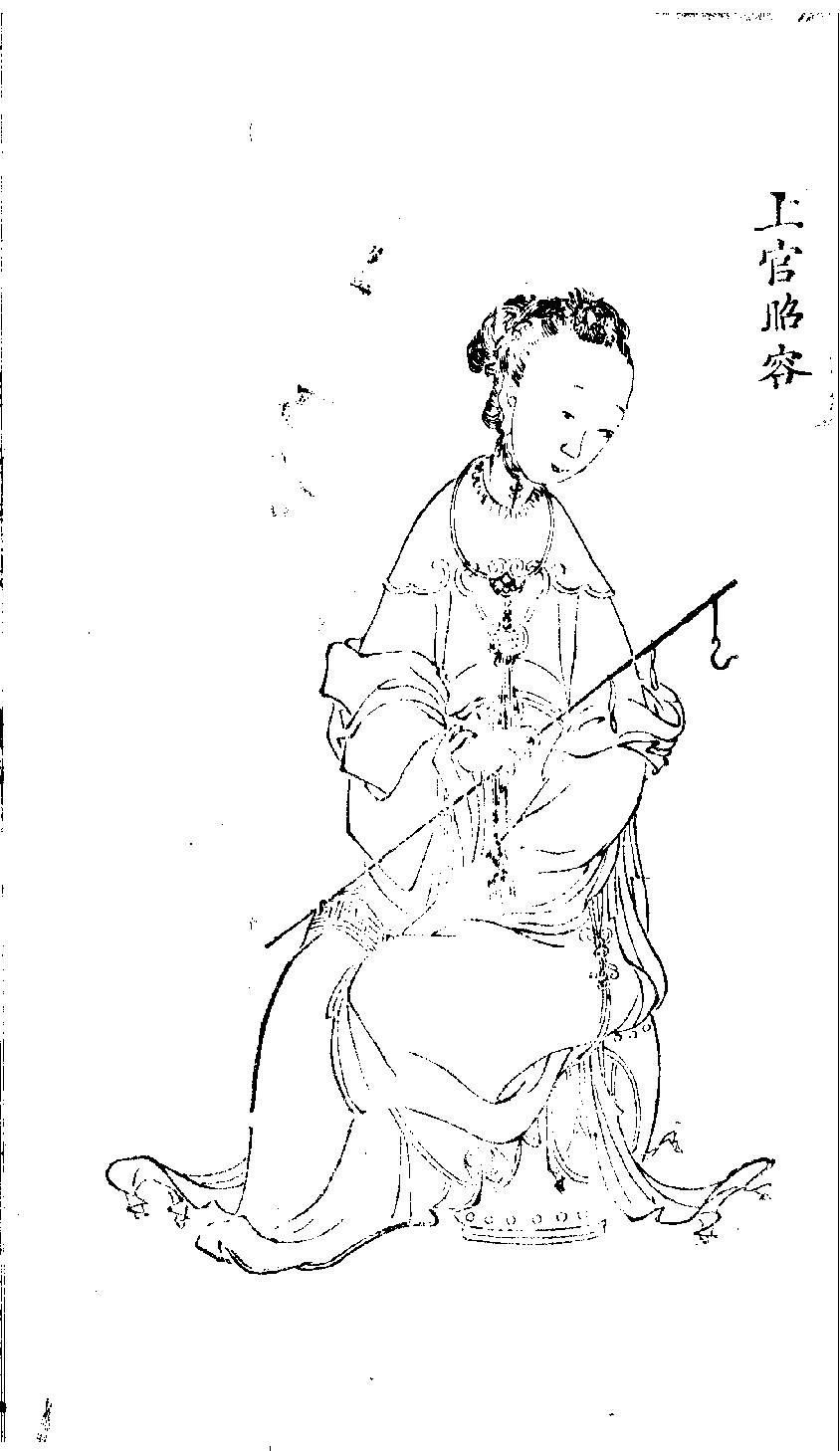
Thượng Quan Uyển Nhi - Chiêu dung của Đường Trung Tông, nữ chính trị gia nhà Đường. Từng làm Nữ quan cho Võ Tắc Thiên.

Chiêu dung (tiếng Trung: 昭容) là một cấp bậc phi tần trong hậu cung phong kiến của các nước Đông Á như Trung Quốc, Triều Tiên và Việt Nam.

## Lịch sử

### Trung Quốc

#### Lưu Tống
Tước vị [Chiêu dung] lần đầu xuất hiện vào năm 456, Lưu Tống Hiếu Vũ Đế tiến hành cải tổ hậu cung, lập ra bậc Cửu tần, trong đó Chiêu dung là một trong số các tước hiệu thuộc Cửu tần. Cụ thể:
- [Tam phu nhân]: Quý phi, Quý tần, Quý cơ.
- [Cửu tần]: Thục viên, Thục nghi, Thục dung, Chiêu hoa, Chiêu nghi, Chiêu dung, Tu hoa, Tu nghi, Tu dung.
- [Ngũ chức]: Tiệp dư, Dung hoa, Sung hoa, Thừa huy, Liệt vinh.
- [Tán hiệu]: Mỹ nhân, Trung tài nhân, Tài nhân, Lương nhân, Sung y.

#### Bắc - Nam Tề
Triều đại Bắc Tề chiếu theo Lưu Tống, tiếp tục áp dụng tước Chiêu dung trong hậu cung, nhưng xếp trong bậc Ngự nữ, hàm Chính tứ phẩm, thấp gần nhất chỉ trên Tài nhân và Thải nữ (Thái nữ). Thời Nam Tề, năm Vĩnh Minh thứ 7, Nam Tề Vũ Đế lại cho tước Chiêu dung vào bậc Cửu tần, hàm Chính nhị phẩm.

#### Tùy - Đường
Vài thời nhà Tùy, tước vị Chiêu dung bị bãi bỏ, nhưng được tái lập và xếp vào Cửu tần một lần nữa dưới thời nhà Đường, hàm Chính nhị phẩm chỉ sau Tứ phi. Dưới triều đại này, một số vị Chiêu dung còn có sức ảnh hưởng chính trị nhất định như Thượng Quan Uyển Nhi, Ngưu chiêu dung,... Hệ thống hậu cung như sau:
- [Tứ phi]: Quý phi, Thục phi, Đức phi, Hiền phi, hàm Chính nhất phẩm.
- [Cửu tần]: Chiêu nghi, Chiêu dung, Chiêu viên, Tu nghi, Tu dung, Tu viên, Sung nghi, Sung dung, Sung viên, hàm Chính nhị phẩm.
- [Thế phụ]:
  - Tiệp dư, hàm Chính tam phẩm;
  - Mỹ nhân, hàm Chính tứ phẩm;
  - Tài nhân, hàm Chính ngũ phẩm.
- [Ngự thê]:
  - Bảo lâm, hàm Chính lục phẩm;
  - Ngự nữ, hàm Chính thất phẩm;
  - Thái nữ, hàm Chính bát phẩm.

#### Ngũ đại
Thời kỳ Ngũ Đại, Hậu Đường Trang Tông vẫn sử dụng tước Chiêu dung, mãi đến thời nhà Tống và nhà Kim. Vào thời nhà Nguyên, các hoàng đế có lệ lập một lúc nhiều Hoàng hậu, trong đó chỉ có một vị là [Đại hoàng hậu] hay [Hoàng chính hậu], tức chủ nhân hậu cung; nhiều vị được phong [Thứ Hoàng hậu]; các phi tần thân phận thấp hơn đều gọi chung làn Phi và giữa các Phi với nhau không chia cấp bậc.

#### Minh - Thanh
Đầu thời nhà Minh, Minh Thái Tổ tái lập tước Chiêu dung và tước này được sử dụng lần cuối và thời Minh Thế Tông, khi đó thiết lập nhiều cấp bậc cao hơn như Hoàng quý phi, Quý phi, Phi và Tần... nên cấp bậc Chiêu dung tương đối thấp. Vào đời sau đó, cấp bậc này biến mất khỏi hệ thống hậu cung và không còn được sử dụng trong lịch sử Trung Quốc.

### Triều Tiên
Ở Triều Tiên, kể từ thời Thế Tông các thứ bậc ở nội đình được quy định như sau:
- Vương phi hay Trung điện là chính thất của vua.
- Tần, thiếp thất hàm Chính nhất phẩm.
- Quý nhân, hàm Tòng nhất phẩm.
- Chiêu nghi, hàm Chính nhị phẩm.
- Thục nghi, hàm Tòng nhị phẩm.
- Chiêu dung, hàm Chính tam phẩm.
- Thục dung, hàm Tòng tam phẩm.
- Chiêu viên, hàm Chính tứ phẩm.
- Thục viên, hàm Tòng tứ phẩm.

### Việt Nam
Thời Lê sơ, các hoàng đế Việt Nam có lệ không lập Hậu, để cho Quý phi đứng đầu nội trị hậu cung. Sơ lược hệ thống hậu cung như sau:
- [Tam phi]: Quý phi, Minh phi, Kính phi.
- [Cửu tần]:
  - Tam chiêu tức Chiêu nghi, Chiêu dung, Chiêu viên;
  - Tam tu tức Tu nghi, Tu dung, Tu viên;
  - Tam sung tức Sung nghi, Sung dung, Sung viên.
- [Lục chức]: sáu chức cung giai là Tiệp dư, Dung hoa, Tuyên vinh, Tài nhân, Lương nhân, Mỹ nhân.

## Các nhân vật nổi tiếng
Trung Quốc
- Thượng Quan Uyển Nhi - phi tần của Đường Trung Tông, từng là nữ quan của Võ Tắc Thiên. Là nữ chính trị gia nổi tiếng của lịch sử Trung Quốc, có tài thơ phú, thư pháp và vai trò chính trị lớn thời nhà Đường.
- Ngưu chiêu dung - phi tần của Đường Thuận Tông. Thuận Tông liệt không thể nói được, mỗi lần lâm triều đều ngồi sau rèm, có bà hoạn quan Lý Trung Ngôn đứng cạnh nghe tâu và bẩm lại[3]
- Dương Hiền phi - phi tần của Đường Văn Tông. Từng được phong Chiêu dung, có ảnh hưởng lớn trong quá trình lựa người kế vị.

Triều Tiên
- Thành Nghi tần - sủng thiếp của Triều Tiên Chính Tổ. Từng được phong Chiêu dung, sinh Văn Hiếu Thế tử nhưng chết yểu nên bà đau lòng mất theo.
- Triệu quý nhân - sủng thiếp của Triều Tiên Nhân Tổ. Từng được phong Chiêu dung, tính tình độc ác nên sau bị bức tử.